# Historia Welforum
 (avril 2024).
La mise en forme du texte ne suit pas les recommandations de Wikipédia : il faut le « wikifier ».
Les points d'amélioration suivants sont les cas les plus fréquents. Le détail des points à revoir est peut-être précisé sur la page de discussion.
- Les titres sont pré-formatés par le logiciel. Ils ne sont ni en capitales, ni en gras.
- Le texte ne doit pas être écrit en capitales (les noms de famille non plus), ni en gras, ni en italique, ni en « petit »…
- Le gras n'est utilisé que pour surligner le titre de l'article dans l'introduction, une seule fois.
- L'italique est rarement utilisé : mots en langue étrangère, titres d'œuvres, noms de bateaux, etc.
- Les citations ne sont pas en italique mais en corps de texte normal. Elles sont entourées par des guillemets français : « et ».
- Les listes à puces sont à éviter, des paragraphes rédigés étant largement préférés. Les tableaux sont à réserver à la présentation de données structurées (résultats, etc.).
- Les appels de note de bas de page (petits chiffres en exposant, introduits par l'outil «  Source ») sont à placer entre la fin de phrase et le point final[comme ça].
- Les liens internes (vers d'autres articles de Wikipédia) sont à choisir avec parcimonie. Créez des liens vers des articles approfondissant le sujet. Les termes génériques sans rapport avec le sujet sont à éviter, ainsi que les répétitions de liens vers un même terme.
- Les liens externes sont à placer uniquement dans une section « Liens externes », à la fin de l'article. Ces liens sont à choisir avec parcimonie suivant les règles définies. Si un lien sert de source à l'article, son insertion dans le texte est à faire par les notes de bas de page.
- La présentation des références doit suivre les conventions bibliographiques. Il est recommandé d'utiliser les modèles {{Ouvrage}}, {{Chapitre}}, {{Article}}, {{Lien web}} et/ou {{Bibliographie}}. Le mode d'édition visuel peut mettre en forme automatiquement les références.
- Insérer une infobox (cadre d'informations à droite) n'est pas obligatoire pour parachever la mise en page.

Pour une aide détaillée, merci de consulter Aide:Wikification.
Si vous pensez que ces points ont été résolus, vous pouvez retirer ce bandeau et améliorer la mise en forme d'un autre article.

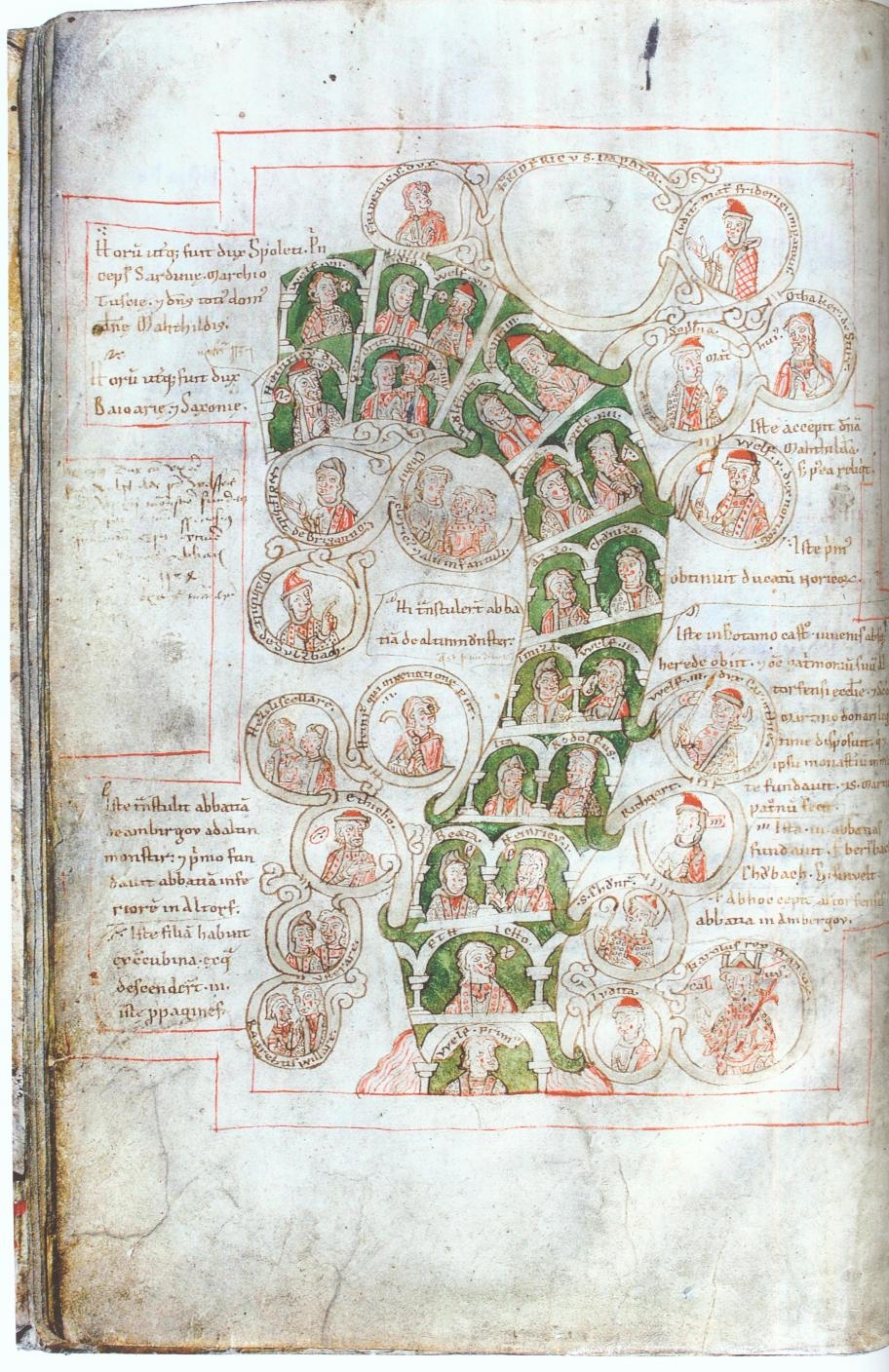
Arbre généalogique des Welfs issu du manuscrit de la Historia de Fulda.

L'Historia Welforum est une chronique en prose écrite en latin par un auteur anonyme vers 1170 et ayant pour sujet la maison de Welf. Les feuillets originaux couvrent la période 825-1168, mais des rajouts postérieurs vont jusqu'en 1208. Parce que deux copies manuscrites proviennent de Weingarten (Altdorf), l'œuvre est parfois connue sous le nom d'Historia Welforum Weingartensis ou Chronica Altorfensium.

## Datation et paternité
La Historia a été composée en Allemagne entre environ 1167 et 1184. Elle a probablement été commandée par Welf VI. Elle semble présenter Henri le Lion comme l'héritier de la fortune des Welf, ce qui signifie qu'elle a dû être rédigée après la mort de Welf VII en 1167 et avant que Welf VI ne décide de faire de Frédéric Barberousse, fils de sa sœur Judith, son héritier en 1178.
L'auteur anonyme est généralement supposé avoir été un clerc au service de la dynastie. Parmi les sources qu'il a utilisées figuraient les chroniques de Hugues de Saint-Victor et d'Otton de Freising.
Par trois fois, des textes ont été ajoutés à l'ouvrage originale. Elles sont connues, d'après les monastères auxquels elles sont associées, sous le nom de Continuation Steingademensis pour les années 1167–1191, Continuation Weingartensis I pour 1152–1197 et Continuation Weingartensis II pour 1197–1208. La Continuation Steingademensis rapporte l'accord entre Welf VI et Barberousse.

## Manuscrits
Cinq copies manuscrites de l'Historia Welform nous sont parvenues et un sixième a servi de base à une édition imprimée avant de disparaitre :
- Fulda, Université de sciences appliquées de Fulda, D 11, réalisé à Weingarten
- Stuttgart, Bibliothèque d'État de Wurtemberg H.B. XV 72, réalisé à  Weingarten
- Stuttgart, Bibliothèque d'État de Wurtemberg, Cod. hist. 2° 359
- Munich, Bayerische Staatsbibliothek, Clm 12202a
- Munich, Bayerische Staatsbibliothek, Clm 29091
- Berlin, Bibliothèque d'État de Berlin, lat. quart. 795 (perdu)

## Synopsis

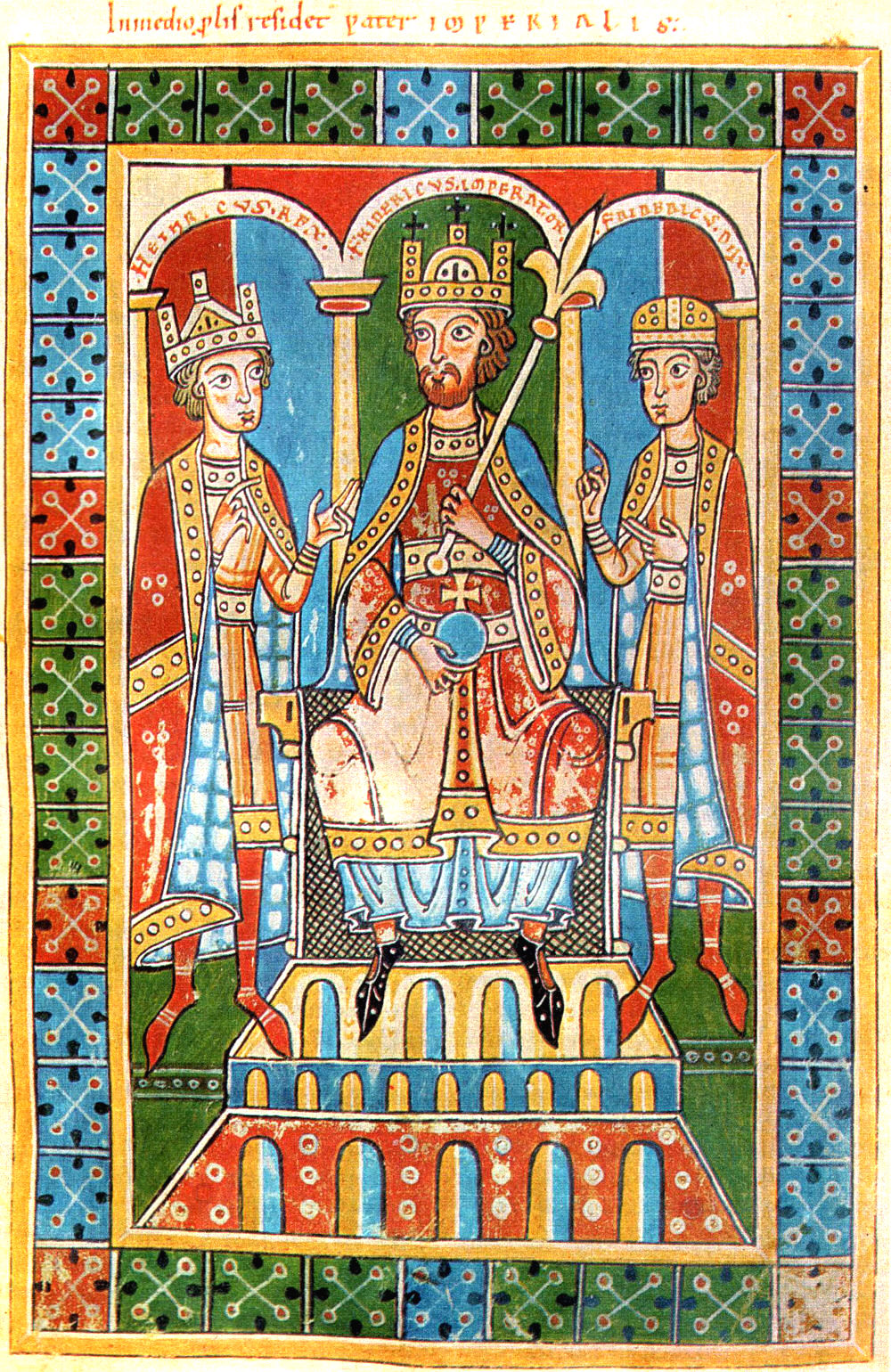
Frederick Barbarossa entouré de ses fils.

La Historia est le troisième et le plus détaillé des ouvrages historiques produits pour les Welfs au XIIe siècle, suivant la Genealogia Welforum (avant 1126) et la source Welf saxonne perdue (années 1130). C'est la première véritable histoire d'une famille noble d'Allemagne.
La Historia présente les Welfs comme ayant un statut quasi-royal. Leur richesse, leurs fonctions à la cour et leurs établissements monastiques—comme Altomünster, Weingarten et Steingaden—sont mis en avant. Malgré son parti pris pro-Welf, c'est une source historique précieuse.
La Historia attribue des origines mythiques aux Welfs. On dit qu'ils descendent des premiers Francs et donc des Troyens. Le sénateur romain Catilina est considéré comme un ancêtre et son nom dérivé du latin catulus, synonyme de l'ancien haut-allemand welf, tous deux signifiant "chiot". (Cette étymologie se retrouve également dans la Genealogia.) Le premier ancêtre historique mentionné est le comte Welf d'Alemannia, décédé vers 825. L'histoire proprement dite commence avec lui et se poursuit jusqu'à la mort de Welf VII en 1167.
Selon la Historia, lorsque Welf III est décédé en 1055, il a légué l'ensemble de ses biens à Weingarten. Sa mère, Imiza de Luxembourg, a annulé son testament et a donné l'héritage à Welf IV, le fils de sa fille Kunigunde et d'Azzo II d'Este.
Le manuscrit de Fulda inclut un arbre généalogique basé sur le texte de la Historia (avec quelques ajouts). C'est la première illustration d'un arbre généalogique provenant d'Allemagne. Au début de la Historia elle-même se trouve une illustration de Frédéric Barberousse flanqué de ses fils, Henri VI et Frédéric VI. Barberousse était un Staufer par la lignée masculine, mais était un Welf par sa mère. Les premiers copistes de la Historia n'ont vu aucune opposition apparente entre les maisons.